# (20559) Sheridanlamp
(20559) Sheridanlamp (1999 RJ118) – planetoida z pasa głównego asteroid okrążająca Słońce w ciągu 4,17 lat w średniej odległości 2,59 j.a. Odkryta 9 września 1999 roku.